# 日本列島改造論
日本列島改造論（にほんれっとうかいぞうろん）は、田中角栄が自由民主党総裁選挙を翌月に控えた1972年（昭和47年）6月11日に発表した政策綱領、およびそれを著した同名の著書。略して列島改造論ともいった。
本書籍は1972年（昭和47年）6月20日に日刊工業新聞社から刊行された。田中が総理の座を射止めたこともあって当初91万部を売り上げ、年間第4位 のベストセラーとなった。
田中はこの「工業再配置と交通・情報通信の全国的ネットワークの形成をテコにして、人とカネとものの流れを巨大都市から地方に逆流させる “地方分散” を推進すること」を主旨とした事実上の政権公約を掲げて同年7月の総裁選で勝利し、内閣総理大臣となった。
1968年（昭和43年）に田中が自由民主党都市政策調査会長として発表した「都市政策大綱」をベースとしており、「都市政策大綱」には、後に国土事務次官となる下河辺淳や自治官僚であった武村正義らが深く関与している。

## 主旨

日本の貨物輸送量貨推移（百万トンキロ）

当時太平洋ベルト地帯に産業が集中し、過疎過密、インフラ整備や公害が問題となっていた。『日本列島改造論』には、日本列島を高速道路・新幹線・本州四国連絡橋などの高速交通網で結び、地方の工業化を促進し、新幹線により空いた在来線に貨物列車を増発、過疎と過密の問題と公害の問題を同時に解決する、などといった田中の持論が、イタリアやアメリカの例を引いて展開されている。

60年（1985年）に予想される貨物輸送量は低く見もって1兆3200億トンキロであり、44年度（1969年）にくらべて4.2倍の規模である。 ... ところが、現在の鉄道輸送能力は最大限に見て600億トンキロに過ぎない。 ... トラックで運びきれない貨物輸送量を鉄道に切り替えるには、いまの鉄道の貨物輸送量を4.6倍に拡大しなければならない。そのためには、まず整備新幹線を9千キロメートル以上建設し、これによって浮いた在来線の旅客輸送量を貨物に切り替える必要がある。
—日本列島改造論 p.114-115
国土のうち、豪雪地帯で水力発電能力が豊富な北日本と日本海側を工業地帯に、南部を農業地帯にすべきであるとしている（当時世界の主な工業地域は北緯40度以北に存在していたが、日本の現状は逆）。また、電力事業における火力発電から原子力発電への転換についても言及されている。

## 田中内閣での施策
第1次田中内閣が発足すると、田中は首相の私的諮問機関として日本列島改造問題懇談会を設置し、1972年8月7日の第1回を皮切りに会合を重ねた。当初75名だった懇談会の委員は途中で90名に増員された。グリーンピア構想は列島改造論に促されて具体化し、同年8月に厚生省年金局と大蔵省理財局がグリーンピア設置に合意した。同年9月には総理府政府広報室が列島改造論について「知っているか・主要点の賛否・期待」などについて面接聴取している。青函連絡船の洞爺丸事故を機に1961年から建設中だった青函トンネル掘削工事は、異常出水などで多くの殉職者を出し困難な鉄道建設事業だったが、首相の「本州から北海道まで、金に糸目をつけずに掘れ」の一言で予算が増額されたことで工事は徐々に軌道に乗り始め、18年を要して後に1988年に開通した。

日本の消費者物価指数（COICOP2018基準）。水色がCPI、緑がコアコアCPI。

これらに触発されて日本列島改造ブームが起き、列島改造論で開発の候補地に挙げられた地域では投機家によって土地の買い占めが行われて不動産ブームが起き、地価が急激に上昇した。この影響で物価が上昇してインフレーションが発生し、1973年（昭和48年）春頃には物価高が社会問題化した。
これに対して政府は「物価安定七項目」を対策として打ち出し、生活関連物資等の買占め及び売惜しみに対する緊急措置に関する法律を制定し、公定歩合を4回にわたって引き上げるなどしたが、十分な効果は上がらなかった。その一方で列島改造論の柱の一つとなっていた新幹線については、建設を開始すべき新幹線鉄道の路線を定める基本計画への追加が検討され、候補に挙げられた地域の関係者や国会議員が活発な誘致運動を繰り広げた結果、同年11月15日に運輸省告示で11路線を追加することが決まった。列島改造論で取り上げられた本州四国連絡橋の基本計画が指示されたのも同年9月のことである。
しかしその最中に勃発した第四次中東戦争を契機に発生したオイルショックは、物価と経済に決定的な打撃を与え「狂乱物価」と呼ばれる様相を呈するに至った。この影響で、5日後に迫った本州四国連絡橋の着工は同年11月20日に延期が決定した。
そして同年11月23日に愛知揆一大蔵大臣が急死すると、田中は内閣改造に踏み切り第2次田中角栄内閣が発足。後任の大蔵大臣として、均衡財政論者で列島改造論を批判する福田赳夫を起用せざるを得なくなった。福田は総需要抑制策による経済安定化を図ることになり、列島改造論の施策は一定の後退を余儀なくされた。
金森久雄は田中内閣の日本列島改造論が頓挫した要因について、
1. 日本経済に少し疲れが出ていて、改造論が意図したような大きな変革にならなかった。
2. 財政拡大による物価の上昇
3. 予想しなかったオイルショックによる石油価格の大幅な引き上げ、石油供給の制限
4. 立花隆の『田中角栄研究』で明らかになった田中角栄首相の金権体質に対する国民の怒り

と整理している。

## 首相辞任後の展開

JRおよび私鉄の輸送キロ推移（旅客/貨物）

日本国有鉄道の営業収入,営業経費,累計欠損金（単位：億円）
列島改造後により極度に悪化し破綻した

1974年（昭和49年）12月に、田中は田中金脈問題で内閣総理大臣の座を追われた。急激な積極財政・インフレーション・オイルショックによる経済の混乱などもあり、首相となった福田による緊縮財政を経て交通網の整備は進まなくなった。
1985年（昭和60年）の貨物輸送量実績は4555億トンキロで、本書における予想量の半分未満であった。とりわけ国鉄の鉄道貨物輸送量は下落の一途をたどり、国鉄は1980年度（昭和55年度）には毎年約一兆円の赤字を生み出すようになった。そのため国鉄再建法によって、在来線建設や既存在来線の高速化などが抑制されて特定地方交通線の廃止が実施された。
整備新幹線の着工も長く見送られたものの、高速道路網は再び拡大した。三木武夫が主導した生涯設計計画・大平正芳が主導した田園都市構想・鈴木善幸が主導した和の政治・竹下登が主導したふるさと創生事業を背景に、道路建設は主にガソリン税の増税などによって徐々に進み、デフレーション下の国や地方自治体は多額の借金を抱えることとなった。
田中は逮捕起訴されたロッキード事件の影響で自由民主党総裁に立候補できなくなったが、盟主を務める木曜クラブ（田中派）が党内で多数を占めることで、総裁選出のキャスティング・ボートを握り、間接的に時の内閣に影響を与え続け、これらは「田中曽根内閣」「角影内閣」「直角内閣」といった呼び方がなされた。これを背景に、1980年代のバブル景気を引き起こしたとされる東京湾横断道路（東京湾アクアライン）などのプロジェクトは中曽根康弘の列島改造論と当時から国会で批判されていた。

## 総括
日本にとって、首都の過密と地方の過疎は、当時よりも一層深刻な問題になっており、少なくとも田中が日本列島改造論を著したのは、こうした状況への問題提起としての意味を持っていた。交通網の整備で様々な課題が解決するという発想は、「土建業一辺倒だ」という批判もある。地方から過密地（特に首都・東京）へ向かう交通網の整備は、大都市が持つ資本・技術・人材・娯楽が、地方にも浸透しやすくなったことは事実であるが、もう一つの重要政策である工業再配置は不十分なものとなり、単純に地方の住民・人材・企業が大都市に流出しやすくなったことで東京一極集中と地方過疎化をより促進してしまうということが起こった。地方での駅や道路の建設も同様の事象が起こり、駅ナカ・駅前・郊外へのストロー効果を招き、中心市街地が衰退してしまった。また、工場は地方を通り越して海外に移転し日中国交正常化時は逆に中国からモノを買う時代となり、田中が抱いていた理想の未来には不十分で程遠い結果であった。
新幹線や高速道路なども地方と東京を結ぶ路線がほとんどで、地方と地方を結ぶ路線の建設は遅々として進まないのが現状であり、防災と減災のバランス確保による国土強靭化も必要である。こうした道半ばの「均衡ある発展」を背景に、田中が目指した本来の日本列島再生を実現させるべきだという論もある。ちなみに1973年（昭和48年）、田中金権政治に不満を募らせた自民党若手議員により結成された青嵐会は地方選出のメンバーが多かったことから、国土政策の面では『日本列島改造論』の理念である「国土の均衡ある発展」を支持し、工業再配置や高速交通網整備など、政府主導の開発政治を提唱していた。
こうして田中が提唱した「工業再配置と交通の全国的ネットワークの形成」は幻となったが、「情報通信の全国的ネットワークの形成」は田中による報道機関への懐柔策もあり、日本電信電話公社によって回線が構築された後、1985年（昭和60年）に実施された公社の民営化に伴う通信自由化（電気通信事業法施行）を契機として、ネットワーク事業者の新電電参入が招来された。続く1990年代の基幹放送普及計画に基づく民放テレビ全国四波化やパーソナルコンピュータとインターネットの世界的な普及が、これを確立させるに至ったのである。
長らく田中は悪徳政治家のイメージで語られ本書も入手困難となっていたが、21世紀に入り再評価され、2023年に本書が復刻されている。

## 書誌情報
- 田中角栄『日本列島改造論』日刊工業新聞社、1972年6月20日。ISBN 4-526-03467-3。全国書誌番号:70000513NDLJP:11973283。
- 『日本列島改造論』自由民主党広報委員会、東京〈学習シリーズ 39〉、1972年9月。
- 田中角栄『復刻版 日本列島改造論』日刊工業新聞社、2023年3月18日。ISBN 9784526082702。

### 中国語版
- 田中角荣 (1972-09). 日本列岛改造论. 秦新 译. 北京: 商务印书馆